# Jamon Gordon
Jamon Alfred Lucas Gordon, né le 18 juillet 1984, à Jacksonville, en Floride, est un joueur américain de basket-ball. Il évolue aux postes de meneur et d'arrière.

## Biographie
Il est nommé MVP (meilleur joueur) de la 3e journée des quarts de finale de l'Euroligue 2012-2013.